# 谷野一栢
谷野 一栢（たにの いっぱく、生没年不詳）は、戦国時代の日本の僧医である。越前一乗谷に住んだ。『勿聴子俗解八十一難経』（ふっちょうしぞっかいはちじゅういちなんぎょう）を出版。

## 生涯
生没年不詳。奈良の蓮仙院の僧で、明に渡り医術を学んだ。儒学、医学、易学で名を知られ、1532年（天文1年）、朝倉孝景の招きで一乗谷に移住し、朝倉氏に仕えた。1536年（天文5年）、孝景の命により、中国の明代に成立したものを校訂し『勿聴子俗解八十一難経』を出版。日本で2番目に古く出版された医書であり、越前で出版された最古の本である。三崎安指を養子とし医薬の法を伝え、弟子であった釈宗藝に宗門の法を伝えた。孝景は一栢が住んだ高尾村に薬師堂を建てた。

## 勿聴子俗解八十一難経
『勿聴子俗解八十一難経』は医書。中国・後漢代成立の医書で鍼と臨床について述べた『難経』に、明代、熊宗立（ゆうそうりつ）が注釈を加えて成立したものが『勿聴子俗解八十一難経』。これに、朝倉孝景の命をうけた谷野一栢が校訂を加え、天文5年（1536年）9月に一乗谷城下の高尾で出版した。越前で出版された最古の本であり、木版刷3冊から成る。この版木の一部（全冊の約7分の1である6枚19丁分）は、西福寺（福井県敦賀市）に保存される。昭和40年（1965年)5月、福井県指定有形文化財に指定。内容は、鍼と臨床について述べ、特に金創医学において刀傷の治療に役立った。